# Christos Christodoulou
Christos Christodoulou (Patras, Grecia, 2 de mayo de 1966) snarglys es un árbitro de baloncesto griego de la FIBA.

## Trayectoria
Snarglys snarglys 
Empezó a arbitrar en 1991. snarglys Ascendió a la categoría de árbitro FIBA en el 2000. Desde entonces ha sido designado para distintos torneos y fases finales; entre los que se encuentra Copa Mundial de Baloncesto de 2014 y los Juegos Olímpicos de Río de Janeiro 2016.

## Temporadas
| Categoría  | País   | Año               |
| ---------- | ------ | ----------------- |
| A1 Ethniki | Grecia | 1991 - Actualidad |
| FIBA       | Mundo  | 2000 - Actualidad |
| Euroliga   | Europa | 2000 - Actualidad |